# Pleomele forbesii
Pleomele forbesii, Halapepe hoặc Forbes' Dracaena, là một loài thực vật có hoa thuộc họ Ruscaceae là loài đặc hữu của hòn đảo Oʻahu ở Hawaiʻi. 
Chúng hiện đang bị đe dọa vì mất môi trường sống.